# أدريان كول (كاتب)
أدريان كول (بالإنجليزية: Adrian Cole)‏ هو كاتب بريطاني، ولد في 22 يوليو 1949 في بليموث في المملكة المتحدة.